# Iglesia de los Jesuitas (Sibiu)
La iglesia de los Jesuitas (en rumano: Biserica Iezuiților din Sibiu; en alemán: Jesuitenkirche), también conocida como iglesia de la Santísima Trinidad (en rumano: Biserica Sfânta Treime), es un edificio religioso de la diócesis de Alba Iulia de la Iglesia católica que se encuentra en Sibiu, Rumania. Está junto al palacio de Brukenthal y es una de las iglesias barrocas más importantes de Transilvania.  

## Historia
Desde 1543, la iglesia parroquial y todas las demás iglesias de Sibiu eran protestantes. Sólo cuando Transilvania se incorporó al Imperio Habsburgo en 1688 surgió nuevamente una comunidad católica. Después de 1689, los jesuitas recibieron cenadores de ventas en el Gran Anillo. Cuando exigieron un solar en el Gran Anillo para construir su iglesia, el magistrado les negó el permiso. En 1721, el comandante general Damian Hugo von Virmont presentó un contrato completado según el cual se entregaban a la orden de los jesuitas varias propiedades para la construcción de una iglesia y una residencia. La primera piedra se colocó en 1726, el edificio se completó en 1733 y fue consagrado el 13 de septiembre por el obispo Gregor Sorger. La torre estructuralmente independiente a través de la cual el callejón conduce del Gran Anillo al Pequeño Anillo se añadió en 1738. 
Con la abolición de la orden en 1773, la rama jesuita se disolvió pero la iglesia siguió siendo una iglesia parroquial católica.
Carmen Iohannis, mujer del 5º presidente rumano Klaus Iohannis, canta en el coro de esta iglesia.

## Arquitectura
La iglesia de los jesuitas es una iglesia pilar con dos capillas laterales en cada tramo y matroneos arriba. El remate está formado por una bóveda de casquete cosido. De los muebles predominantemente barrocos, la María con el Niño sobre el tabernáculo se considera la “pintura barroca más importante de Sibiu”. En la pared sur del coro se encuentra la monumental tumba del mariscal de campo Otto Ferdinand von Abensberg (1677-1748), obra del escultor Antón Schuchbauer. Los ventanales con motivos bíblicos, hagiográficos y alegóricos se realizaron en Budapest en 1901.
En el patio interior entre la iglesia y la antigua residencia de los jesuitas se encuentra la estatua de Juan Nepomuceno, que estuvo ubicada en la plaza principal hasta 1948.

## Galería

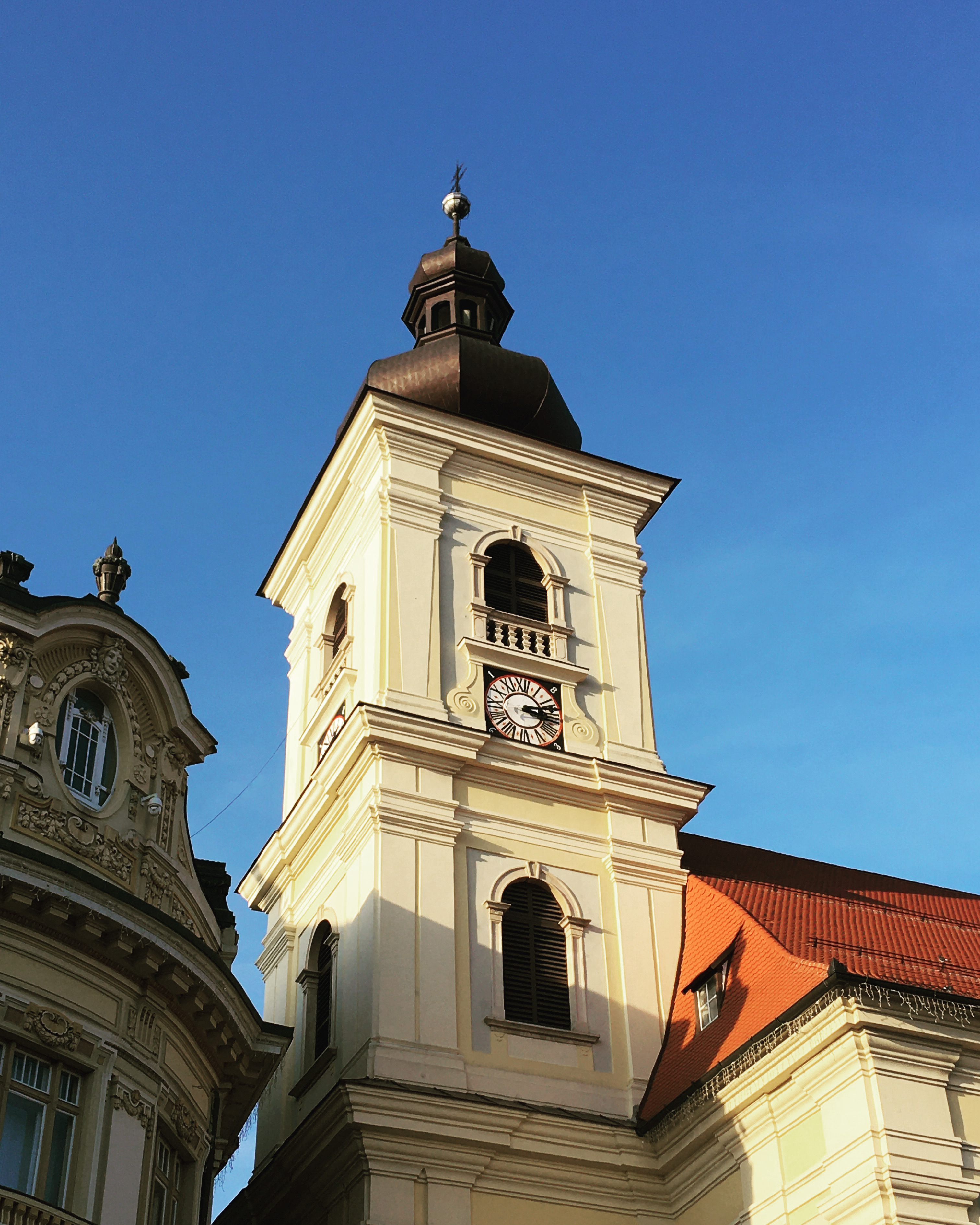
Detalle del campanario
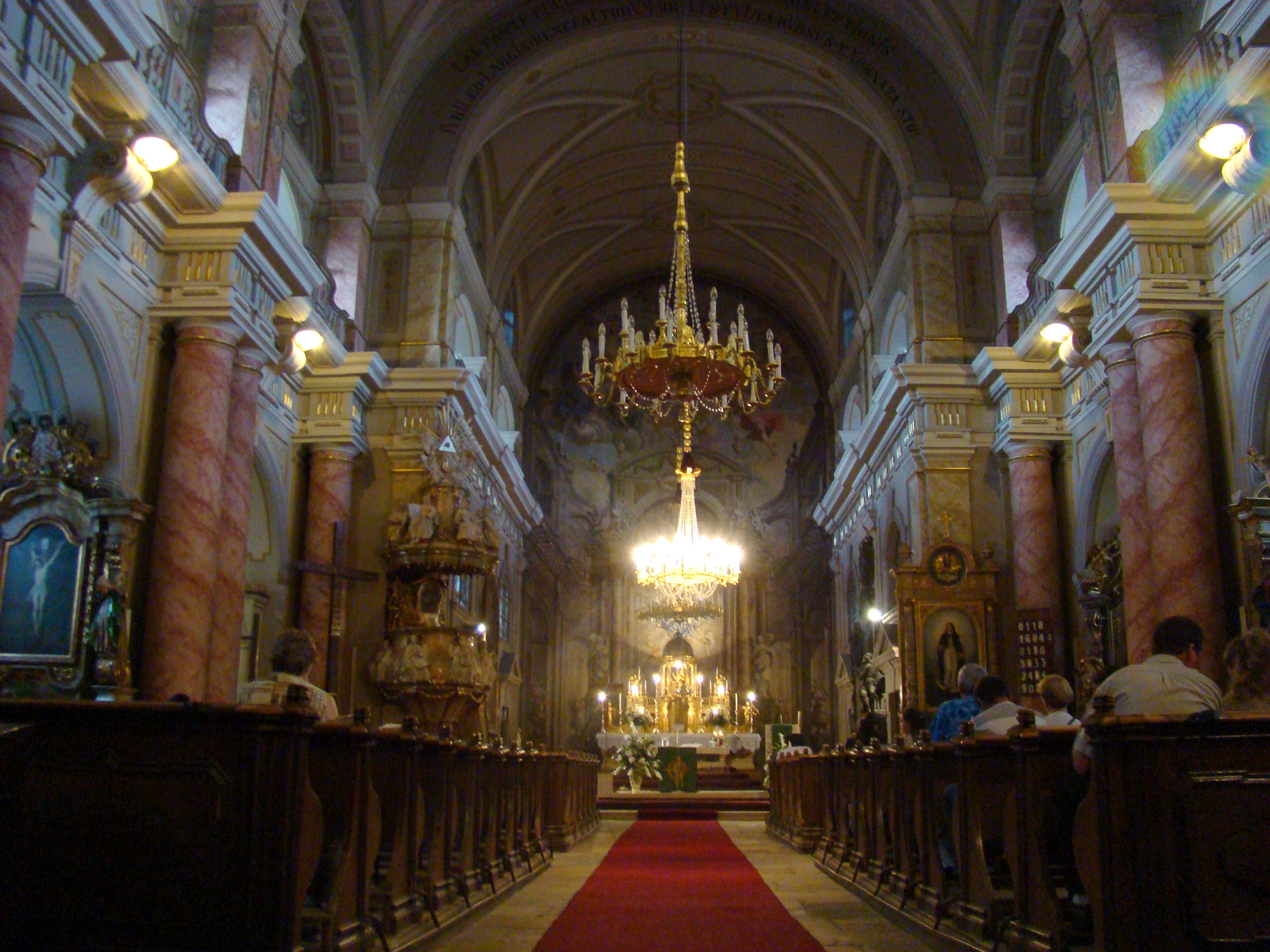
Interior de la iglesia
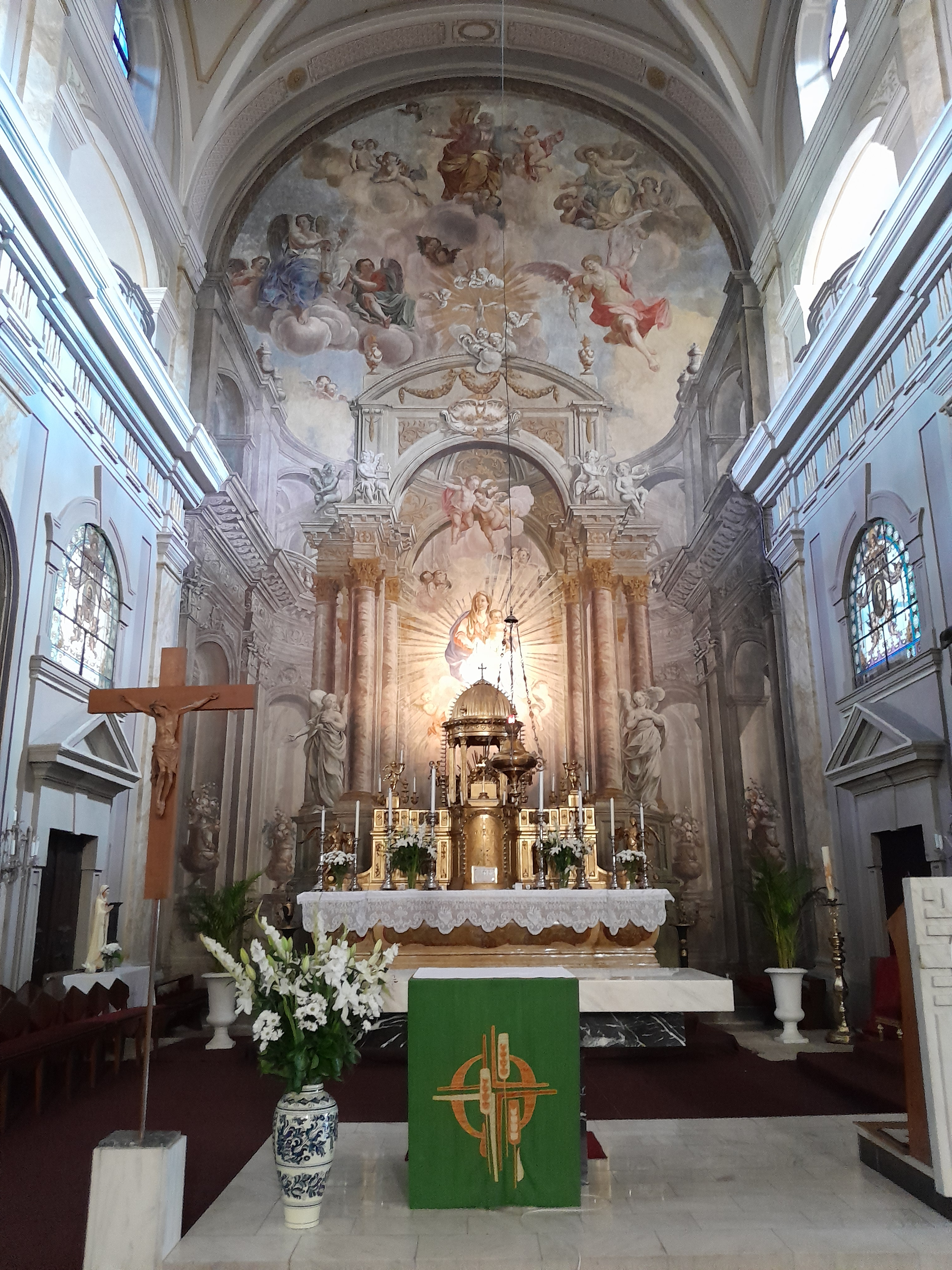
Altar mayor